# 梭形非鯽
梭形非鯽（学名：Tilapia fusiforme）為輻鰭魚綱鱸形目隆頭魚亞目慈鯛科的其中一種，其种加词“fusiforme”意为“纺锤型的”、“梭型的”。分布於非洲喀麥隆Ejagham湖流域，體長可達8公分，棲息在底層水域，生活習性不明。